# Sugar Hill Records (label de hip-hop)
Pour les articles homonymes, voir Sugar Hill Records (homonymie).
Sugarhill Records est un label discographique américain de hip-hop, anciennement basé à Englewood, dans le New Jersey, actif entre 1979 et 1986. Il est le premier label et la première maison de disques de hip-hop. Il est fondé par les époux Joe et Sylvia Robinson, aux côtés de Milton Malden et de Morris Levy, propriétaire de Roulette Records. 
Sugarhill Gang, Grandmaster Flash et Funky 4+1, y enregistrent leurs premiers disques.

## Histoire
Sugarhill Records est fondé en 1979 par les époux Joe et Sylvia Robinson, aux côtés de Milton Malden et de Morris Levy, propriétaire de Roulette Records,. Sugarhill est le tout premier label spécialisé dans le hip-hop. Le lancement du label commence par sa fondatrice, Sylvia Robinson, intriguée par les block parties de hip-hop situées à New York au milieu des années 1970. Entretemps son époux, Joe Robinson, travaillait déjà dans la publication musicale, aux labels All Platinum, Stang et Turbo. En 1979, le mouvement hip-hop se popularise significativement à New York, et Sylvia veut en tirer profit.
Le premier hit de Sugarhill Records s'intitule Rapper's Delight publié en 1979, une chanson de Sugarhill Gang, premier groupe du label. Le single, pourtant hors des conventions de l'époque atteint la quatrième place du Billboard Hot 100. Il est publié en disque 12" (format maxi) et dure 15 minutes alors les radios cherchaient des morceaux moins longs. Malgré ceci, le disque est vendu à deux millions d'exemplaires. Peu après, The Sequence, Grandmaster Flash et Melle Mel y signent un contrat. 
Le label a la particularité de fonctionner comme un label de soul, ceci apportant à la fois quelque chose d'original pour les groupes y enregistrant, mais aussi d'une certaine manière une contrainte. D'un côté le label possède un ensemble complet de musiciens, le Sugarhill House Band avec une section rythmique, des percussions, un guitariste, des cuivres et des claviers. Cet orchestre donnait aux enregistrements un rendu proche de celui d'un groupe de funk et une énergie « live », propices aux break, grandement appréciés par les danseurs. 
De l'autre côté, la présence de ces musiciens ne s'ajoutait pas aux DJ mais les remplaçait totalement. Les DJ n'étaient jamais enregistrés avec leurs rappeurs, ce qui d'une certaine manière allait à l'encontre de l'esprit originel des block-parties dans lesquelles les DJ étaient les vedettes. Des DJ légendaires comme Grandmaster Flash sont relégués à l'arrière-plan et jouent un simple rôle de chef d'orchestre bien que la majeure partie des disques des Furious Five parut sous le nom de Grandmaster Flash and the Furious Five, Grandmaster Flash n'a joué dans aucun de ces morceaux. Les DJ n'avaient donc pas leur place à Sugarhill Records et ne laissent quasiment aucune trace discographique : une des seules exceptions est le mythique instrumental de DJ The Adventures of Grandmaster Flash and the Wheels of Steel par Grandmaster flash.
En 1981, les sons électroniques font leur apparition dans le label, et le son funky de la fin des années 1970 laisse peu à peu la place à un son électronique, futuriste, influencé par Kraftwerk. Vers 1983, les artistes commencent à quitter le label. Un contrat avec MCA échoue et à cause de problèmes financiers, le label ferme en 1986.
En 1995, Rhino Records rachète des bandes de morceaux inédits de Sugarhill Records. Sugar Hill Records publie sa compilation Best of Sugar Hill Records regroupant les hits du label. Joe Robinson, cofondateur du label, décède le 5 novembre 2000. En 2002, le studio Sugar Hill Studios à Englewood dans le New Jersey, dans lequel tous ces morceaux sont enregistrés, est incendié. En 2014, Big Bank Hank, l'un des membres du Sugarhill Gang, décède à 57 ans. En juillet 2015, l'un des fils des époux Robinson, Joseph Robinson Jr., exécutif de Sugar Hill Records, décède d'un cancer à l'âge de 53 ans,.

## Artistes
- Sugarhill House Band, groupe des musiciens de session du studio composé de Keith LeBlanc (batterie), Doug Wimbish - (basse), Skip McDonald (guitare), Ed Fletcher (percussions ; il se fera connaître en 1982 sous le nom de Duke Bootie en rappant avec Melle Mel dans The Message), Clifton « Jiggs » Chase (arrangement).